# San Bernardo alle Terme
A San Bernardo alle Terme (magyarul körülbelül Szent Bernát a fürdők mellett-templom)  katolikus templom Rómában, a Quirinalis dombon, az ókori Diocletianus termái egyik saroképületének felhasználásával épült. Clairvaux-i Szent Bernát tiszteletére szentelték.
1598-ban épült a császár-kori fürdőkomplexum henger alakú délnyugati saroképületének, a labdajátékok célját szolgáló spheristeriumnak a felhasználásával. Átmérője 22 méter. Az épület kialakítása nagyon hasonlít a római Pantheonhoz. A dóm tetején itt is van tetőnyílás, de afelett, a Pantheontól eltérően, itt egy kis megemelt tető is van.

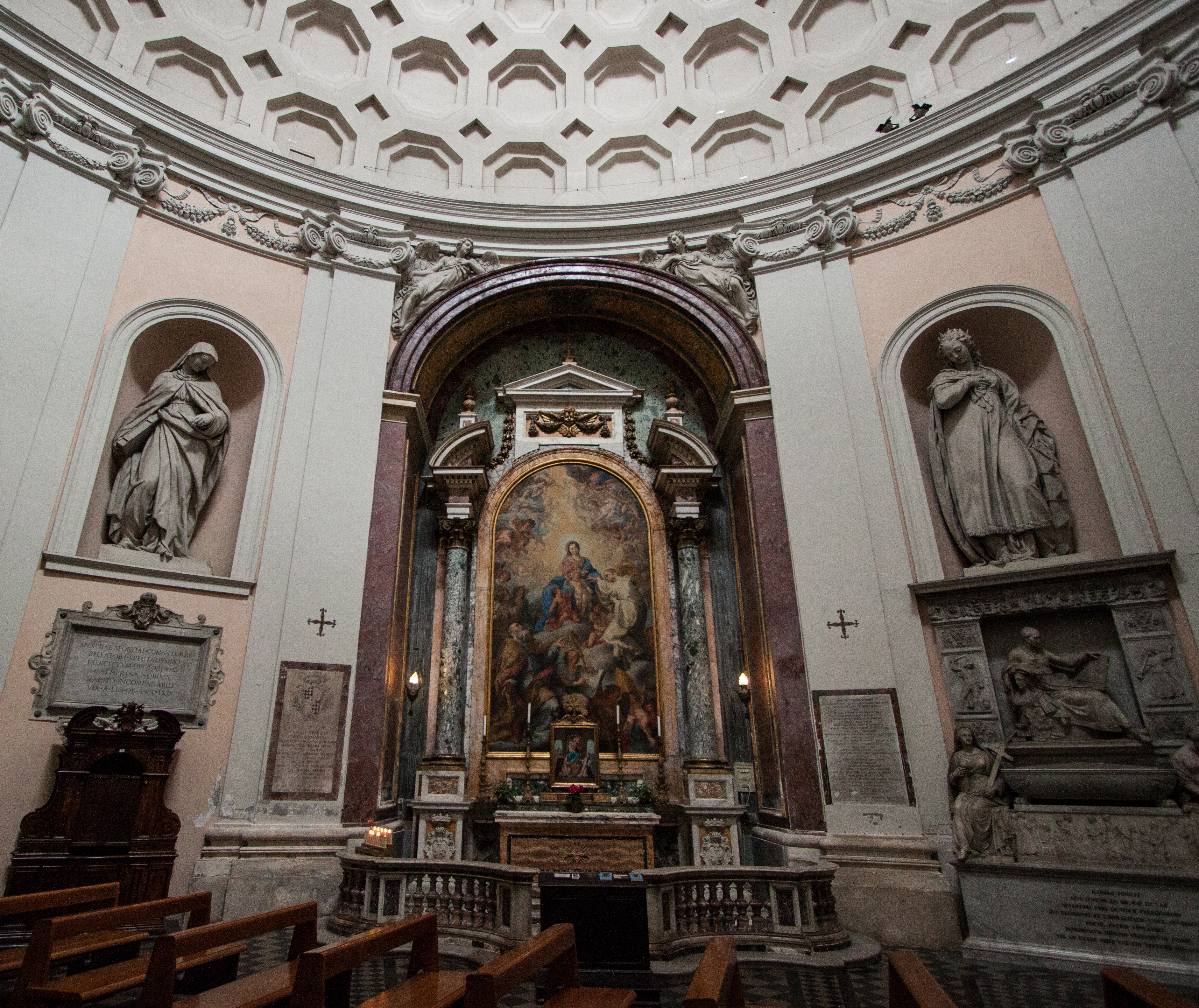
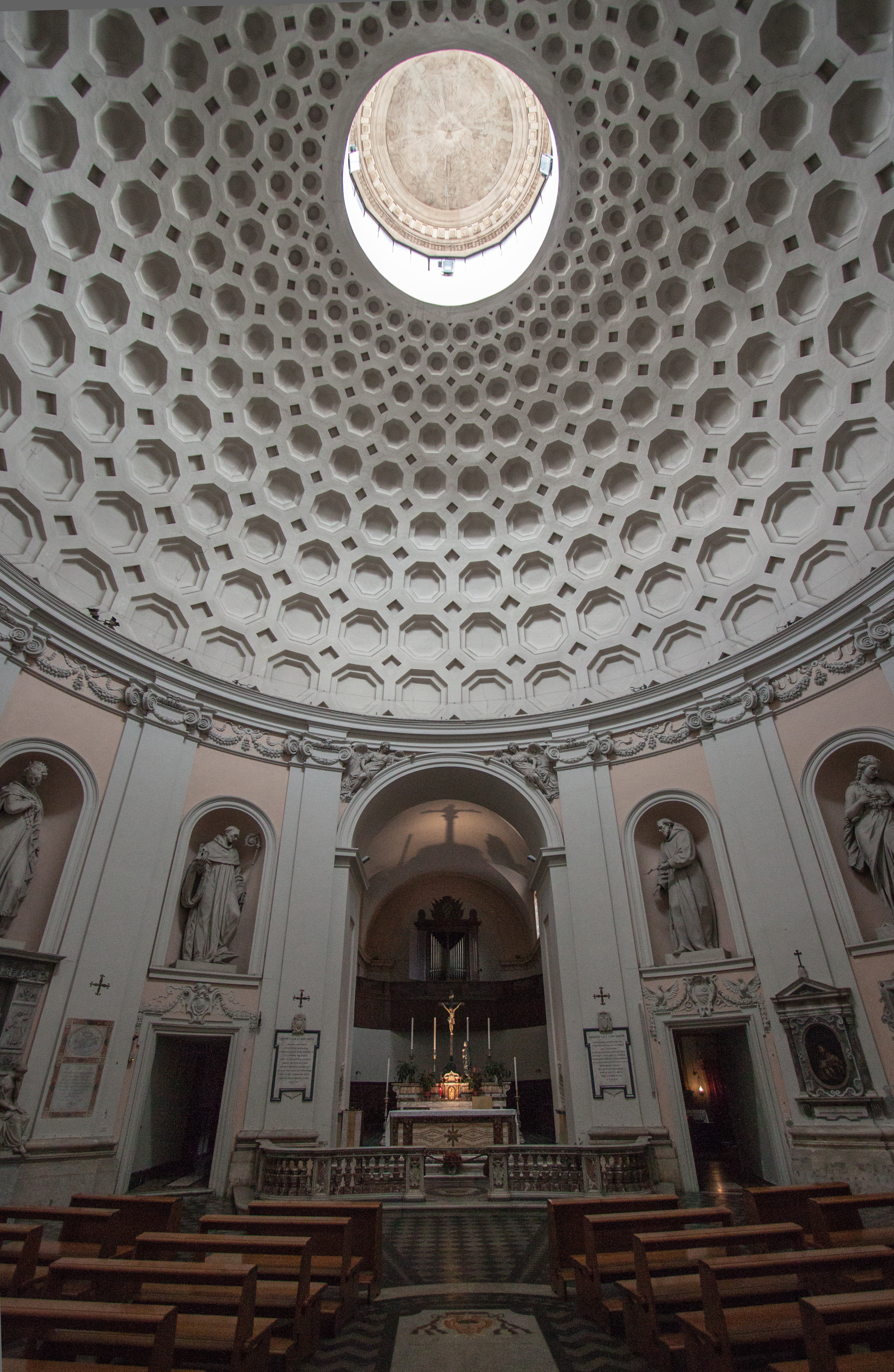
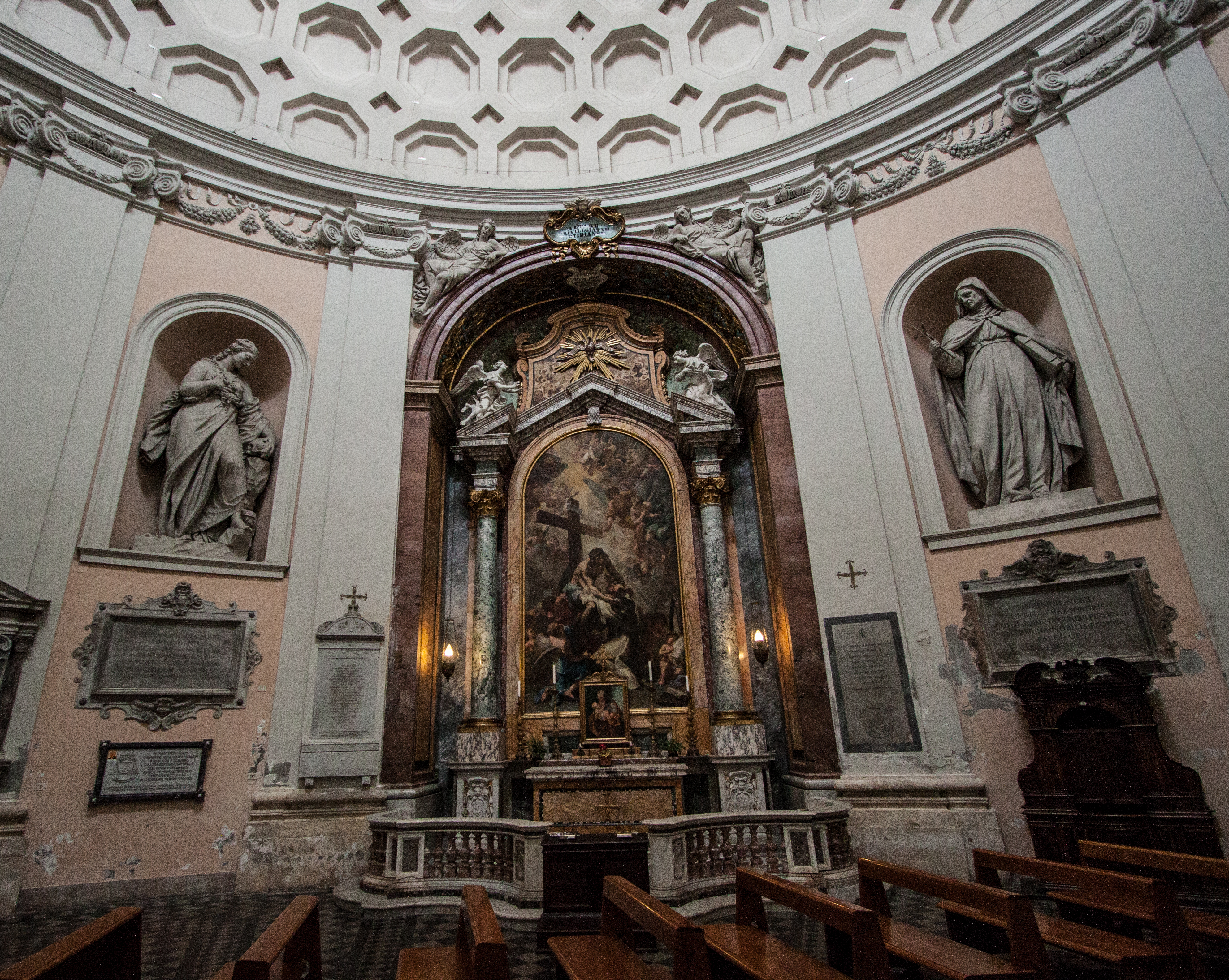